# Jeff Garlin
Jeffrey Garlin (Chicago, Illinois; 5 de junio de 1962) es un actor, humorista, director, productor y escritor estadounidense. Es reconocido por su participación en las películas WALL·E, Daddy Day Care, Toy Story 3 y la serie de televisión Curb Your Enthusiasm. Garlin ha realizado mayoritariamente películas de comedia.

## Primeros años
Garlin nació el 5 de junio de 1962 en Chicago, Illinois, donde su padre tenía un negocio de suministros de fontanería y su madre era activa en el teatro de la comunidad. En 1980 se graduó y asistió al Broward Community College, a lo que siguió un breve paso por la Universidad de Miami, pero finalmente abandonó los estudios universitarios. Empezó a hacer stand-up comedy allí debido a que en su infancia se encontraba influenciado por cómicos de aquella época como Richard Pryor y Woody Allen, entre otros. 

## Carrera
Garlin empezó su carrera como actor en 1983 cuando participó en la película Spring Break, que no tuvo mucho éxito. Luego consiguió un papel en la serie de televisión Roseanne. La serie obtuvo buenas críticas aunque la participación de Garlin en ella fue minúscula ya que solo apareció en el episodio «Lobocop».
En 1990, apareció en la serie de televisión Open House, en el episodio 16, «An Unmarried Woman», interpretando a Brian. Unos dos años después participó en Straight Talk como actor de reparto y en ese mismo año participó en Hero siendo, al igual que en Straight Talk, un actor de relleno.
Hasta 2003, la mayoría de sus participaciones fueron en series televisivas, pero al llegar dicho año empezó a participar también en películas como Daddy Day Care, una de las pocas películas donde actuó como personaje principal.
En 2008, participó en la exitosa película WALL·E interpretando al capitán del AXIOM, un personaje destacado tanto en la película como en el videojuego de esta (donde volvió a ser interpretado por Garlin). Ese mismo año interpretó al tío Kelbo, un personaje que apareció en la serie de televisión Wizards of Waverly Place en tres episodios («Alex in the Middle», «Retest» y «Dude Looks Like Shakira»).
En 2010, participó en la película animada más taquillera de la historia hasta el momento, Toy Story 3, interpretando a un unicornio de peluche, un papel que repetiría en el videojuego.

## Filmografía

### Largometrajes
| Año  | Título                                        | Papel                                  | Notas                                                    |
| ---- | --------------------------------------------- | -------------------------------------- | -------------------------------------------------------- |
| 1983 | Movida de verano                              | Gut Gut                                | Actor de relleno                                         |
| 1992 | Straight Talk                                 | Bob                                    | Actor de relleno                                         |
| 1992 | Hero                                          | Vendedor de periódicos                 | Actor de relleno                                         |
| 1993 | RoboCop 3                                     | Donut Jerk                             | Actor de relleno                                         |
| 1994 | Little Big League                             | opositor                               | Actor de relleno                                         |
| 1997 | The Love Bug                                  | Patrullero de la carretera             | Actor de relleno                                         |
| 1998 | Senseless                                     | Arlo Vickers                           | Actor de relleno                                         |
| 1999 | Austin Powers: The Spy Who Shagged Me         | Cíclope                                | Actor de relleno                                         |
| 1999 | Larry David: Curb Your Enthusiasm             | Jeff Greene                            | Actor de relleno, productor ejecutivo                    |
| 2000 | Bounce                                        | Maestro de ceremonias                  | Actor de relleno                                         |
| 2002 | Run Ronnie Run                                | Amigo de la mujer del cumpleaños       | Actor de relleno                                         |
| 2002 | The Third Wheel                               | Uno de los trabajadores de oficina     | Actor de relleno                                         |
| 2002 | Full Frontal                                  | Harvey, probablemente                  | Actor de relleno                                         |
| 2003 | Daddy Day Care                                | Phil                                   | Actor (Primer papel como uno de los actores principales) |
| 2004 | Sleepover                                     | Jay                                    | Actor de relleno                                         |
| 2004 | Outing Riley                                  | Socio de la firma de arquitectos       | Actor de relleno                                         |
| 2004 | After the Sunset                              | Ron                                    | Actor de relleno                                         |
| 2004 | Fat Albert                                    | Jer                                    | Actor de relleno                                         |
| 2005 | Fun with Dick and Jane                        | Una de las personas a las que robaron  | Actor de relleno                                         |
| 2006 | The Jeff Garlin Program                       | Jeff                                   | Actor principal, productor ejecutivo,                    |
| 2006 | I Want Someone to Eat Cheese With             | James Aaron                            | Actor principal, productor y director                    |
| 2006 | The Jimmy Timmy Power Hour 3: The Jerkinators | Villano                                | Actor de voz                                             |
| 2007 | Trainwreck: My Life as an Idiot               | Lenny                                  | Actor                                                    |
| 2007 | Wizards Of Waverly Place                      | Monte Carlo Kelbo "El tío Kelbo" Russo | Actor                                                    |
| 2008 | Strange Wilderness                            | Ed Lawson                              | Actor                                                    |
| 2008 | Un rockero de pelotas                         | Stan Gadman                            | Actor                                                    |
| 2008 | WALL·E                                        | Capitán                                | Actor de voz (titulando como personaje principal)        |
| 2008 | Comedy Central Roast of Bob Saget             | Sol Schwartz/Él mismo                  | Actor                                                    |
| 2010 | Toy Story 3                                   | Unicornio de peluche                   | Actor de voz                                             |
| 2011 | Sin Bin                                       | Dean Theatard                          | Actor                                                    |
| 2012 | Keeper of the Pinstripes                      | Babe Ruth (posiblemente)               | Actor                                                    |
| 2017 | Becoming Bond                                 | Harry Saltzman                         | Actor                                                    |

### Televisión
- Roseanne (1989)
- Open House (1990)
- Baywatch (1994)
- Gross Ratings (1996)
- Dr. Katz, Professional Therapist (1997)
- Mad About You (1997-1999)
- Self Storage (2000)
- The Michael Richards Show (2000)
- Late Friday (2001)
- Three Sisters (2001)
- Dead Last (2001)
- What About Joan? (2001-2002)
- King of the Hill (2002)
- Everybody Loves Raymond (2001-2003)
- Greetings from Tucson (2003)
- Crank Yankers (2003)
- Tom Goes to the Mayor (2004)
- Duck Dodgers (2005)
- Yes, Dear (2005)
- MADtv (2005)
- Arrested Development (2005-2006)
- Hooked (2006)
- Campus Ladies (2006)
- Shorty McShorts' Shorts (2007)
- Law & Order: Criminal Intent (2008)
- The Life & Times of Tim (2008)
- BURN-E (2008)
- Curb Your Enthusiasm (2000-2009)
- Wizards of Waverly Place (2008-2010)
- Entourage (2010)
- The Goldbergs (2013-2023)

## Videojuegos
- Blade Runner
- WALL·E
- Toy Story 3: The Video Game